# 蘭嶼擬樫木
蘭嶼擬樫木（学名：Chisocheton patens）为楝科溪桫属下的一个种。种名patens意为伸展的。